# أبي وهم
أبي وهُم (بالإنجليزية: Daddy and Them)‏ هو فيلم دراما كوميدية أمريكي تم إصداره عام 2001. وهو من بطولة، وإخراج، وكتابة بيلي بوب ثورنتون.

## الممثلون
- جون براين
- لورا ديرن
- أندي جريفيث
- بن أفليك
- كيلي بريستون
- ديان لاد
- بريندا بليثين
- تيوزداي نايت
- جيمي لي كرتيس
- جيم فارني.

## وصلات خارجية
- أبي وهم على موقع IMDb (الإنجليزية)
- أبي وهم على موقع روتن توميتوز (الإنجليزية)
- أبي وهم على موقع ألو سيني (الفرنسية)
- أبي وهم على موقع Turner Classic Movies (الإنجليزية)
- أبي وهم على موقع أول موفي (الإنجليزية)
- أبي وهم على موقع بوكس أوفيس موجو (الإنجليزية)
- أبي وهم على موقع فيلمافينيتي (الإسبانية)
- أبي وهم على موقع قاعدة بيانات الفيلم (الإنجليزية)
- أبي وهم على موقع ليتربوكسد (الإنجليزية)
- أبي وهم على موقع كينوبويسك (الروسية)